# Senta (imię)
Senta – imię głównej bohaterki opery Latający Holender (1843) Richarda Wagnera. Od 1860 zaczęto je nadawać w Niemczech.
Znane kobiety o tym imieniu:
- Senta Wengraf (ur. 1924) – austriacka aktorka filmowa
- Senta Berger (ur. 1941) – austriacka aktorka i producentka
- Senta Kleger (ur. 1978) – szwajcarska lekkoatletka

Zobacz też
- Senta (ujednoznacznienie)